# Chur
Chur (spreek uit als: Koer; Reto-Romaans: Cuira, Italiaans en Lombardisch: Coira; Frans: Coire) is de hoofdstad van het Zwitserse kanton Graubünden.
Chur heeft ruim 37.000 inwoners en ligt op een hoogte van 593 meter boven NAP.
Chur was waarschijnlijk al 9000 jaar voor Christus door boeren bewoond.
Daarmee is het de oudste nederzetting van Zwitserland. In de Romeinse tijd heette het Curia.
Chur is een belangrijk knooppunt voor het verkeer in Oost-Zwitserland.
Op het station kan men overstappen van normaalspoor op het smalspoor van de Rhätische Bahn.
Deze spoorwegmaatschappij zetelt in Chur.
Het oude aantrekkelijke stadsbeeld wordt gedomineerd door het bisschoppelijke paleis (18de eeuw) en de kathedraal, waarvan de bouw begon in de 12de eeuw en eindigde in de 13de eeuw. De kathedraal herbergt een kerkschat.
Door Chur stroomt het riviertje de Plessur dat uit Arosa komt. Net buiten Chur komt dit riviertje uit in de Rijn.
In Chur zijn onder andere een kantonnale school, een aantal theaters, een theologische hogeschool, een kantonnaal ziekenhuis en een school voor toerisme te vinden. Ook het Rätisches Museum bevindt zich in Chur, over de Reto-Romaanse cultuur.

## Geboren
- Johan Caspar Paravicini di Capelli (1660-1761), kapitein
- Angelika Kauffmann (1741-1807), kunstschilder
- Johann Ulrich von Salis-Soglio (1790-1874), generaal
- Wolfgang Killias (1795-1868), spoorwegingenieur, -bestuurder en -ambtenaar
- Alexander Moritzi (1806-1850), botanicus
- Simeon Bavier (1825-1896), politicus
- Johann Luzius Lütscher (1830-1878), politicus
- Adolfo Kind (1848-1907), Zwitsers chemicus en skipionier
- Jakob Buchli (1876-1945), locomotiefconstructeur
- Paul Mutzner (1881-1949), jurist en hoogleraar
- Tina Truog-Saluz (1882-1957), lerares, schrijfster en journaliste
- Josias Braun-Blanquet (1884-1980), botanicus
- Kurt Huber (1893-1943), Duits professor en verzetsstrijder
- Max Holzboer (1899-?), ijshockeyspeler en olympisch deelnemer
- Anny Rüegg (1912-2011), alpineskiester en wereldkampioene
- Oscar Tschuor (1912-1987), componist en dirigent
- Clara Sandri (1918-2004), laborante en histologe
- Yvonne Rüegg (1938-), alpineskiester en olympisch kampioene
- Toya Maissen (1939-1991), journaliste
- Hansruedi Giger (1940-2014), grafisch artiest (bekend als H.R. Giger)
- Valerio Olgiati (1958), architect
- Stefan Engler (1960), politicus
- Norbert Joos (1960-2016), berggids
- Mario Frick (1974), voetballer
- Giorgio Rocca (1975), alpineskier
- Elena Könz (1987), snowboardster
- William Reais (1999), atleet
- Livia Peng (2002), voetbalster

## Overleden
- Alexander Moritzi (1806-1850), botanicus
- Anna Maria Bühler (1774-1854), heldin uit de Franse revolutionaire oorlogen
- Wolfgang Killias (1795-1868), spoorwegingenieur, -bestuurder en -ambtenaar
- Tina Truog-Saluz (1882-1957), lerares, schrijfster en journaliste
- Arno Theus (1911-1999), econoom, bestuurder en politicus
- Alberto Giacometti (1901-1966), beeldhouwer en schilder
- Gino Mäder (1997-2023), wielrenner

## Afbeeldingen

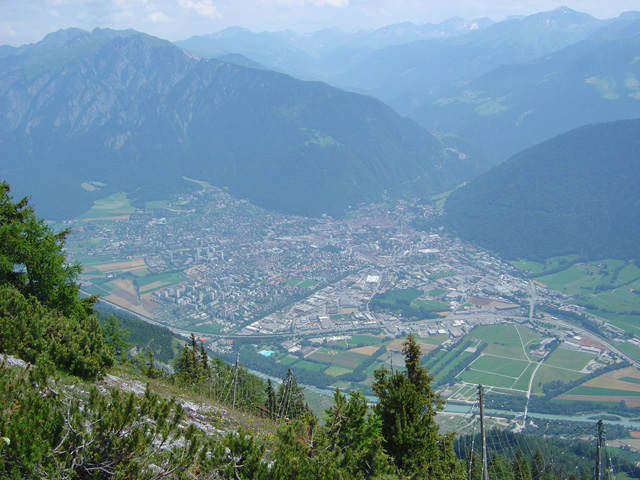
Chur
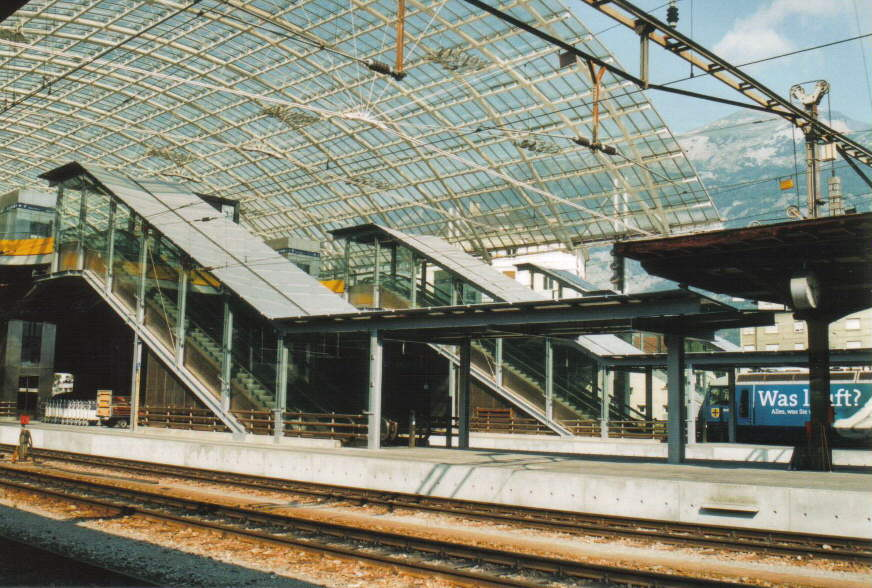
Station van Chur
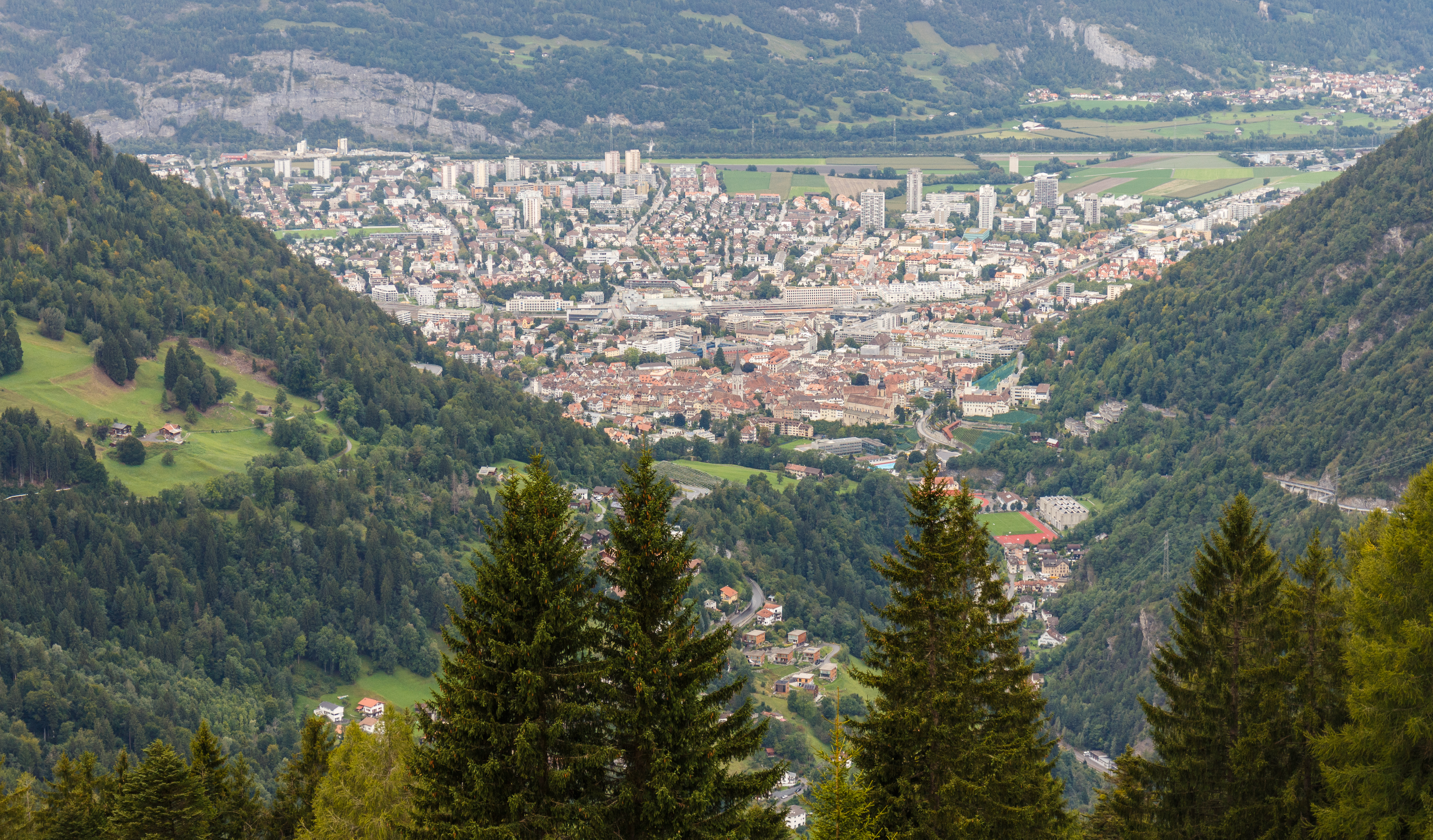
Uitzicht op Chur.